# Formação Ouricuri do Ouro
Formação Ouricuri do Ouro é uma das formações geológicas, junto à Mangabeira e Guiné, que compõem o Grupo Paraguaçu do Supergrupo Espinhaço e que caracterizam a Chapada Diamantina, região central do estado brasileiro da Bahia.
Com altitude de 550 m, é formada por "metaconglomerados, metarenitos imaturos e metarcóseos de leques aluviais subaéreos e sistemas multi-canalizados de rios entrelaçados, cascalhoso e de alto gradiente, refletindo grande instabilidade tectônica".